# Арефино (Вачский район)
Арефино — село в Вачском районе Нижегородской области, административный центр Арефинского сельсовета.

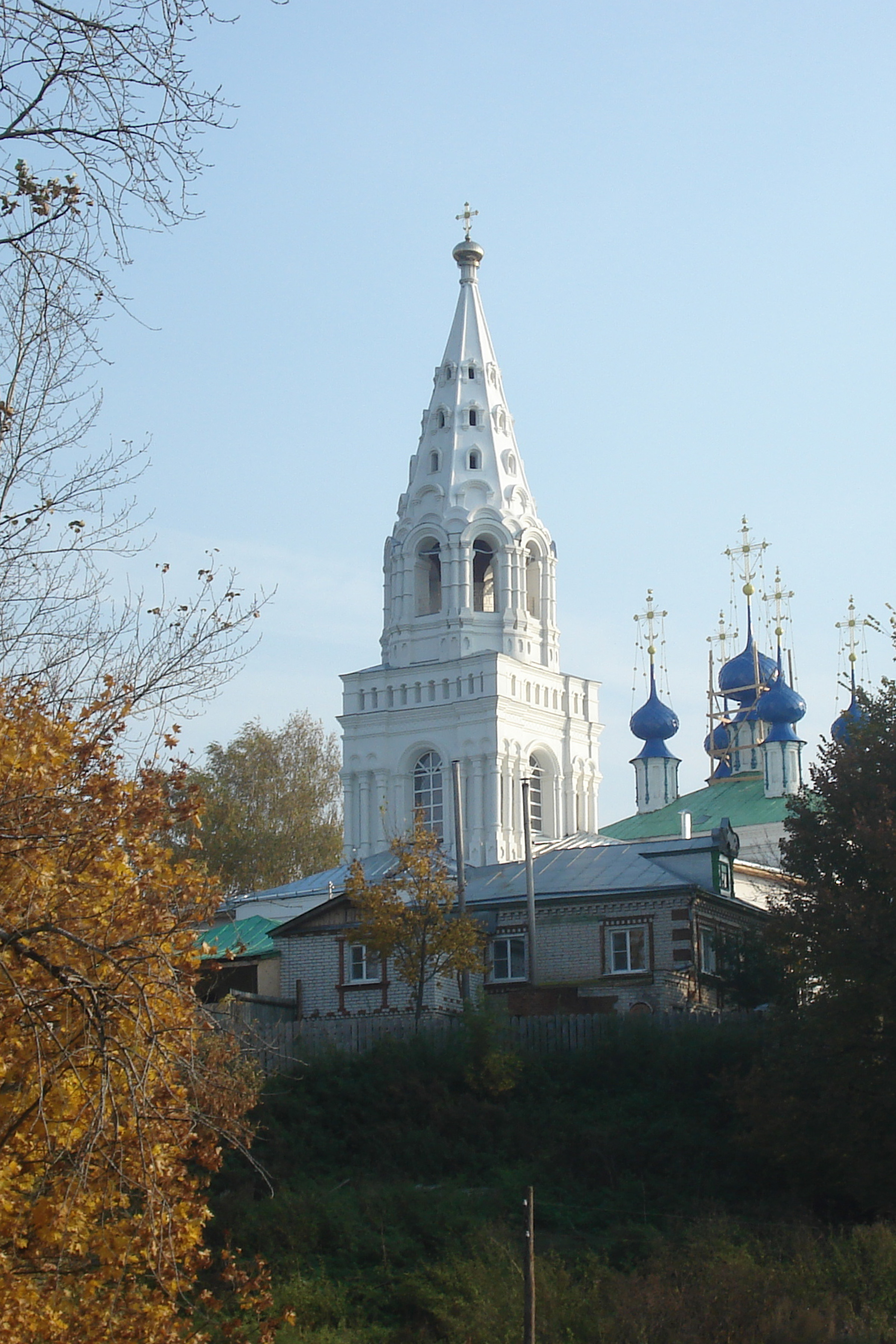
Арефино. Троицкая церковь

Словарь Брокгауза и Ефрона: «Арефино — село Владимирской губернии, Муромского уезда, в 60 верстах к северо-востоку от Мурома, на почтовой дороге в Нижний, при реке Идошке. Жителей обоего пола 3000, дворов 98; православных 2 церкви, из них одна каменная, во имя Владимирской Божьей Матери, построена в 1775 году, вместо деревянной сгоревшей; в ней сохраняются 9 икон Ивана Никитича Романова, Евангелие, изданное при царе Михаиле Фёдоровиче, и кипарисная панагия патриарха Филарета; имеется часовня, 7 лавок, кирпичный и кожевенный заводы, 2 постоялых двора, 8 трактиров, Троицкая ярмарка и базар».

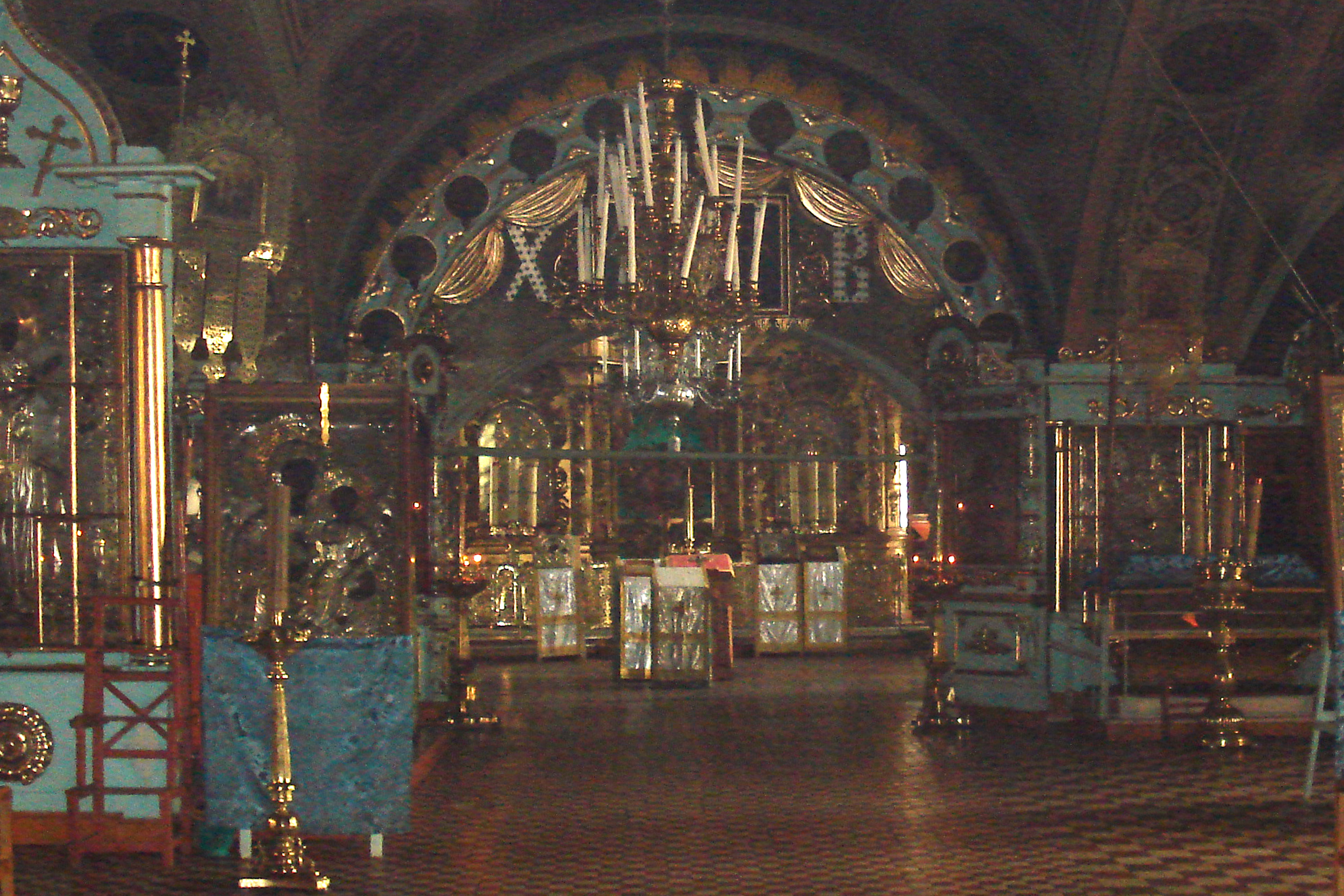
Арефино. Интерьер Троицкой церкви

## Из истории
- В Арефино существовал женский Входоиерусалимской Пустыни монастырь. В 1764 году он был упразднён, а его настоятельница Александра и три схимонахини были переведены в Троицкий монастырь (Муром)[3].
- В Арефино имелась земская школа, основанная в 1863 году. В 1898 году в ней обучалось 75 учеников, помещение школы было холодное и имелась потребность в классной мебели, в учебных пособиях и принадлежностях[4].
- До 1875 года в Арефино, в доме крестьянина Н. И. Неверова, располагалось отделение больницы, переведённое впоследствии в Зяблицкий погост[4].

## Арефино в наши дни
В Арефино имеются средняя школа и участковая больница. Арефино газифицированно в 2004 году. В Арефино есть стационарная телефонная связь, в нём также установлен «красный» таксофон с номером (83173) 77-120. В селе имеется ветеринарный пункт. В Арефино немало новых кирпичных частных домов и хозяйственных строений.
При Троицкой церкви села Арефино имеется приход Русской православной церкви, относящийся к Вачскому благочинию Выксунской епархии.
Ансамбль Троицкой церкви (1702 г.) является объектом исторического и культурного наследия федерального (общероссийского) значения. Троицкая церковь, а также сторожка (середина XIX века), являются памятниками архитектуры.
Крупнейшие предприятия Арефино: сельскохозяйственное ЗАО «Арефино» по производству зерна, молока и мяса; ООО «СМИ» по выпуску деревообрабатывающего, слесарно-монтажного и строительного инструмента, швейный цех по производству спецодежды.
Доехать до Арефино можно на автомобиле по автодороге Р125 Муром — Нижний Новгород, повернув по указателю на Арефино в районе километровой отметки 94/365 (от Нижнего Новгорода/Касимова) и проехав до села 500 м или на одном из автобусов: Павлово — Вача, Павлово — Вача — Чулково, Павлово — Филинское и др., проехав от центра Павлова до Арефино 18 км.

## Население
| 1859 | 1897  | 1905  | 1926  | 1999  | 2002  | 2010  |
| ---- | ----- | ----- | ----- | ----- | ----- | ----- |
| 933  | ↗1770 | ↘1143 | ↗1308 | ↗1865 | ↘1644 | ↘1466 |

## Известные личности, связанные с Арефино
- Колобанов, Зиновий Григорьевич (1910—1994) — советский танкист-ас времён Великой Отечественной войны, позже — подполковник. Родился в Арефине.
- Опарин, Станислав — предприниматель из Арефино, получил известность, будучи одним из «пензенских затворников» и покинувший пещеру, по предположению прессы, ради своего бизнеса[19].
- Пестряков, Василий Алексеевич (1917—1943) — Герой Советского Союза, закончил семь классов Арефинской средней школы, в селе установлен его бюст, его имя носят улица в селе и школа[20].
- Целебровский, Пётр Иванович (1859—1921) — известный русский художник. Родился в семье священника Зяблицкого погоста села Арефино[21].

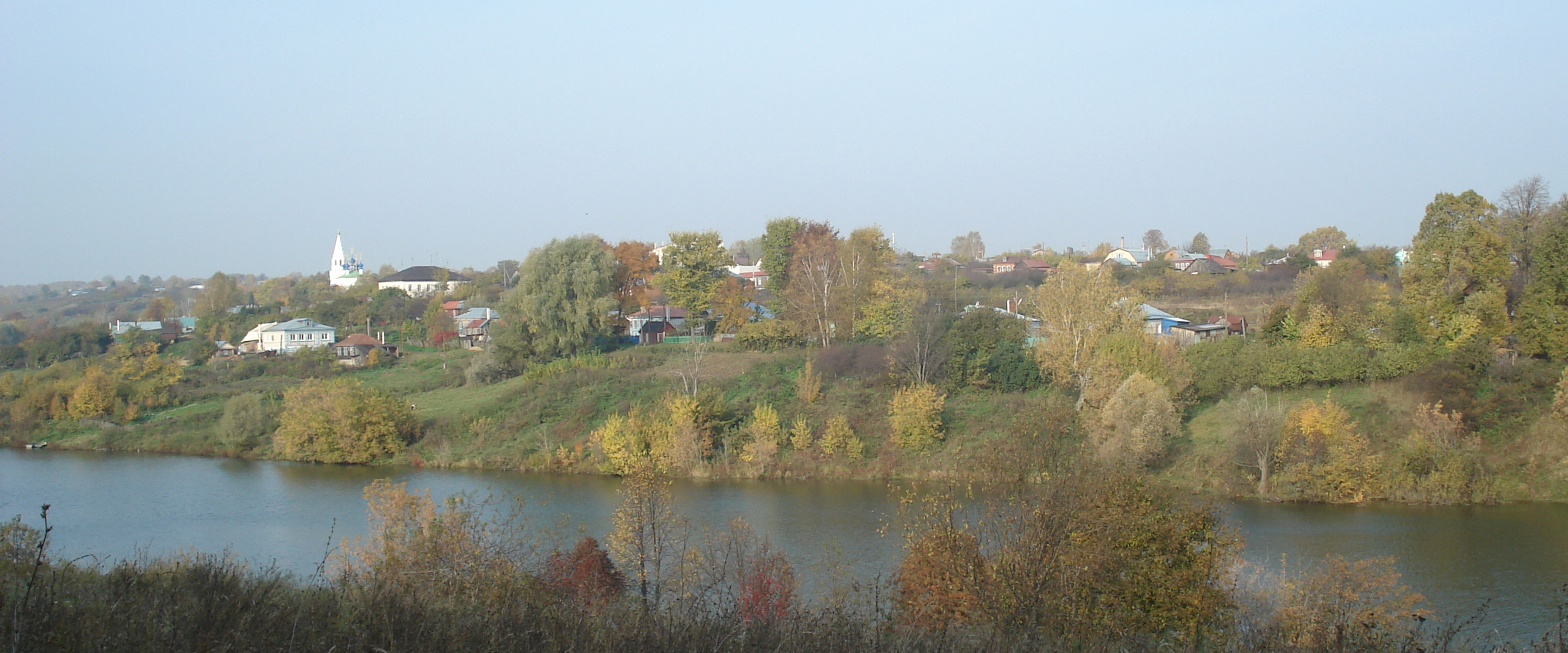
Вид на Арефино со стороны дороги Нижний-Новгород — Муром